# مطبخ عثماني

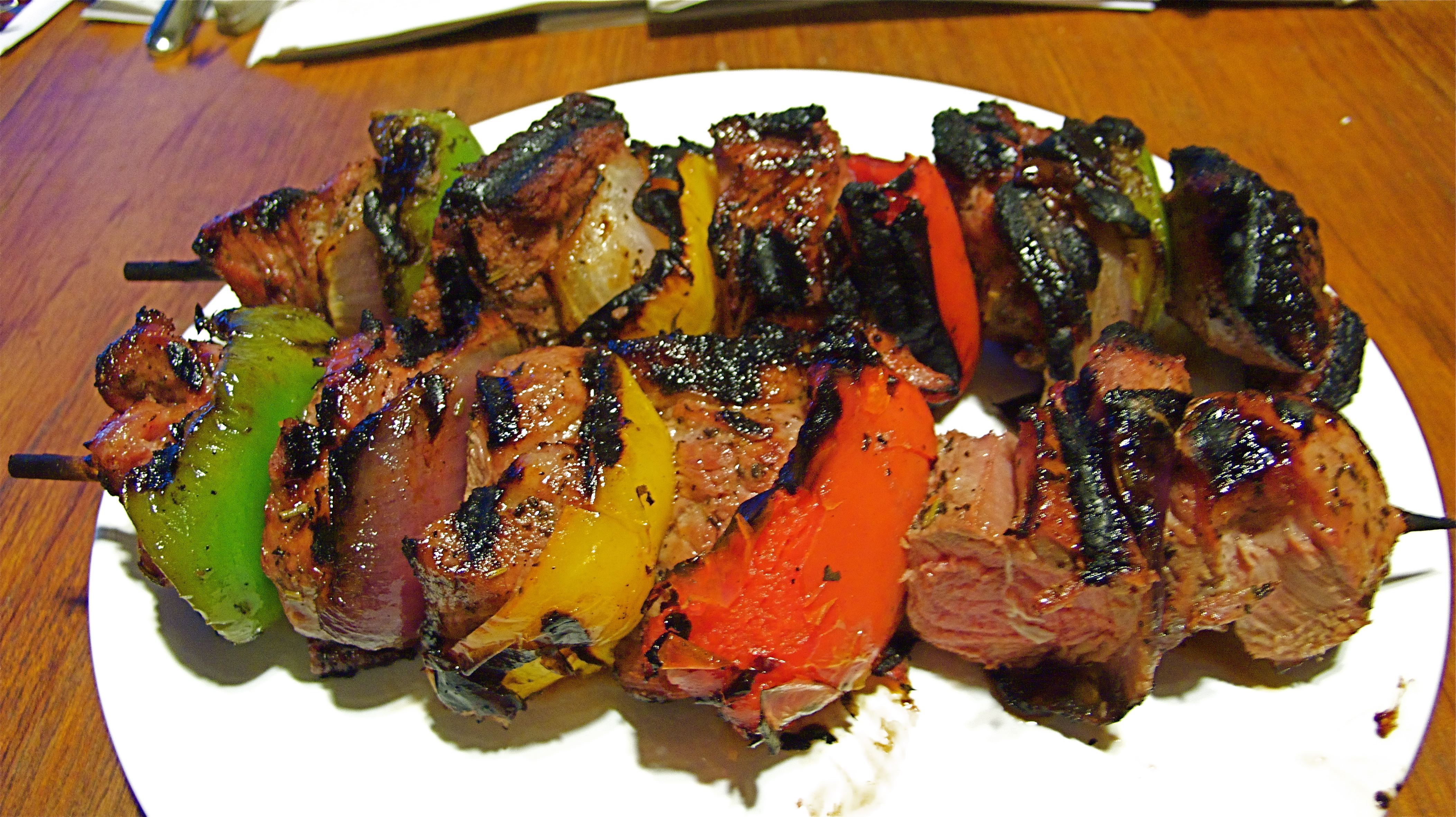
طبق الكباب

المطبخ العثماني، هو المطبخ الخاص بتركيا العثمانية، ويمكن اعتباره بمثابة الَسَلف الذي نشأ منه المطبخ السائد في جمهورية تركيا الحديثة، إضافة إلى الدول التي نشأت على أراضي الدولة العثمانية في البلقان والقوقاز والشرق الأوسط .

## أصوله
تبدو الأصول البعيدة للإرث المطبخي العثماني مسألة تتقاذفها التكهنات، فالبعض يتكلم عن أصولٍ يونانية بيزنطية، والبعض الأخر يؤكد الأصول التركية والعربية لهذا المطبخ، دون إغفال من يعيده إلى أصول مشرقية ( آرامية، كنعانية، وعبرية)، لذا، فمن الممكن في وقتنا الحالي، أن نجد من يدعم كل واحدة من الفرضيات سالفة الذكر في كل دولة من دول الشرق الأوسط والبلقان فضلاً عن تركيا.

## الانتشار
لعبت مدينة إسطنبول دور المركز بالنسبة للمطبخ العثماني، حيث رسخ البلاط الملكي إلى جانب النخبة المدينية تقاليداً مطبخيةً مهذبة، مستفيدين من التراث المطبخي المحلي لمختلف الشعوب والأقاليم في طول الإمبراطورية وعرضها.
بالرغم من تفكك الكيان العثماني السياسي، إلا أن الدول التي ظهرت نتيجةً لهذا التفكك مازالت تتشارك التقاليد المطبخية للمطبخ العثماني، لتشكل ما يشبه الإمبراطورية العثمانية المطبخية.
يمثل البلقان إلى جانب كل من: اليونان، تركيا، بلاد الشام، والعراق، الورثة لما كان يسمى يوماً بالمطبخ العثماني، دون إغفال بعض العناصر المحلية المميزة لكل منطقة من هذه المناطق.

## مطبخ القصر العثماني
جزء كبير من العملية التي أنتجت المطبخ العثماني كانت قد جرت في مطابخ القصر الإمبراطوري العثماني، إذ تم استدعاء الطباخين من أرجاء الدولة العثمانية. كان الهدف من استدعائهم هو تجريب أطباق جديدة بمكونات مختلفة. نتج عن هذا الاحتكاك ظهور أطباق جديدة مزجت بين أذواق مختلفة لشعوب ومناطق مختلفة.
تسربت الأطباق التي أبدعتها مطابخ القصر العثماني إلى عامة الناس.